# Avenul Licaș
Avenul Licaș (monument al naturii) este o arie protejată de interes național ce corespunde categoriei a III-a IUCN (rezervație naturală de tip speologic), situată în județul Harghita, pe teritoriul administrativ al  municipiului Gheorgheni.

## Localizare
Aria naturală cu o suprafață de 5 ha, se află în partea nord-estică a județului Harghita (aproape de granița teritorială cu județul Neamț), în segmentul montan al Carpaților Orientali, la poalele munților Hășmașul Mare, în apropiere de „Pasul Pângărați” și este inclusă în Parcul Național Cheile Bicazului - Hășmaș. 

## Descriere
Rezervația naturală a fost declarată arie protejată prin Legea Nr.5 din 6 martie 2000 (privind aprobarea Planului de amenajare a teritoriului național - Secțiunea a III-a - zone protejate) și reprezintă un aven (peșteră) în calcare dolomitice (rocă alcătuită în cea mai mare parte din carbonați), cu un prim puț desdcendent (37,50 m, adâncime și 8 m, în diametru) închis cu un depozit de gheață și bușteni, urmat de un al II-lea, cu blocuri și scurgeri parietale, cu o adâncime de 13,50 m.